# Гронторто (Кремона)
Гронторто је насеље у Италији у округу Кремона, региону Ломбардија.
Према процени из 2011. у насељу је живело 169 становника. Насеље се налази на надморској висини од 59 м.